# Marlenis Costa
Marlenis Costa Blanco (30 luglio 1973) è un'ex pallavolista cubana.
Ha vinto tre medaglie olimpiche nella pallavolo con la nazionale femminile cubana, tutte d'oro. In particolare ha trionfato con la sua squadra alle Olimpiadi di Barcellona 1992, alle Olimpiadi di Atlanta 1996 e alle Olimpiadi di Sydney 2000.
Ha vinto due medaglie d'oro ai campionati mondiali, nel 1994 e nel 1998.